# Eumenides Dorsum
Eumenides Dorsum es una formación geológica de tipo dorsum en la superficie de Marte, localizada con el sistema de coordenadas planetocéntricas a 9.47° latitud N y 204.94° longitud E, que mide 569.26 km de diámetro. El nombre fue aprobado por la Unión Astronómica Internacional en 1976 y hace referencia a una de las características de albedo en Marte.